# FK Čukarički Belgrado

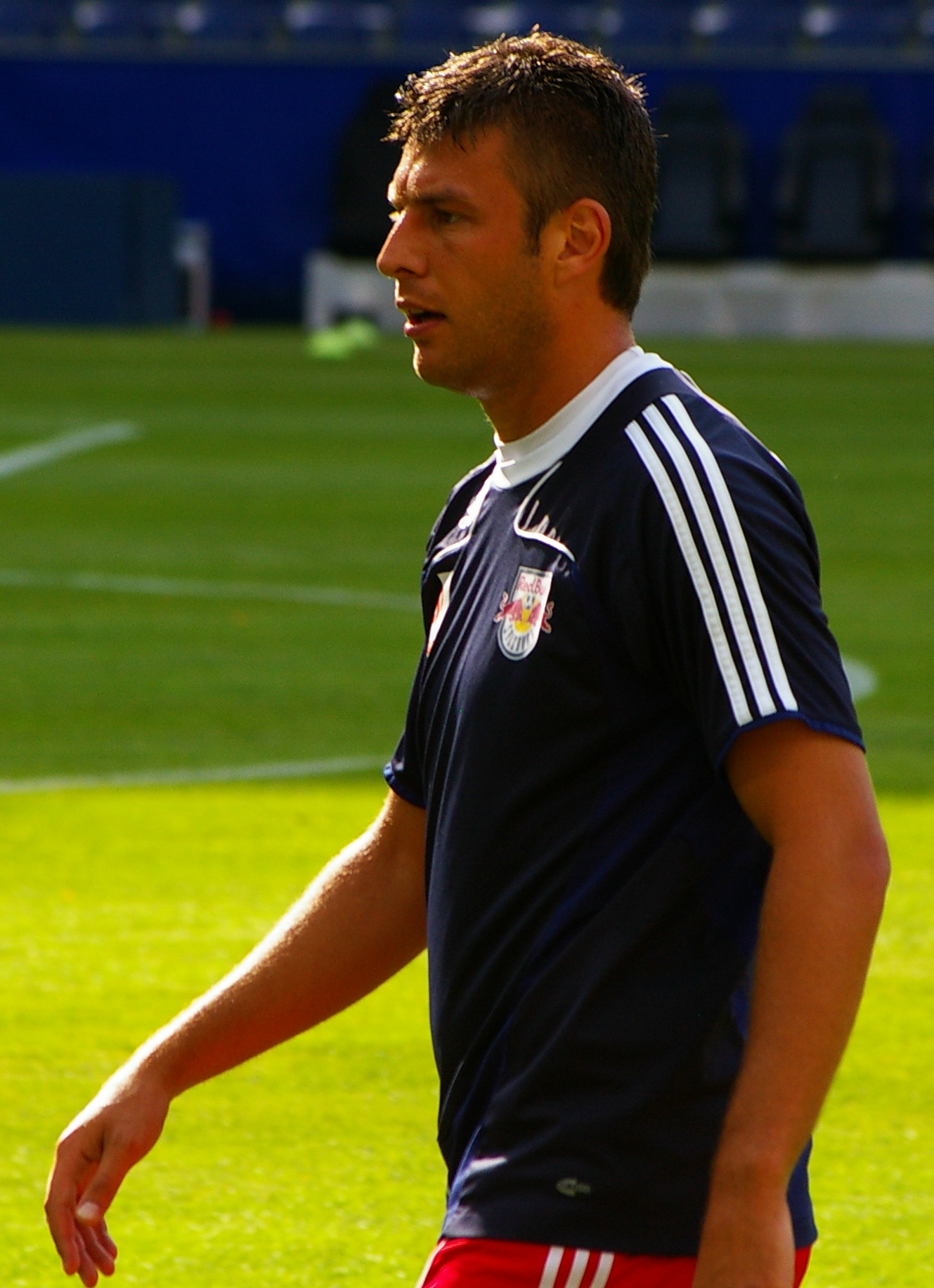
El ex-seleccionado serbio Milan Dudić inició su carrera profesional en el Čukarički y estuvo en el club entre 1999 y 2002.

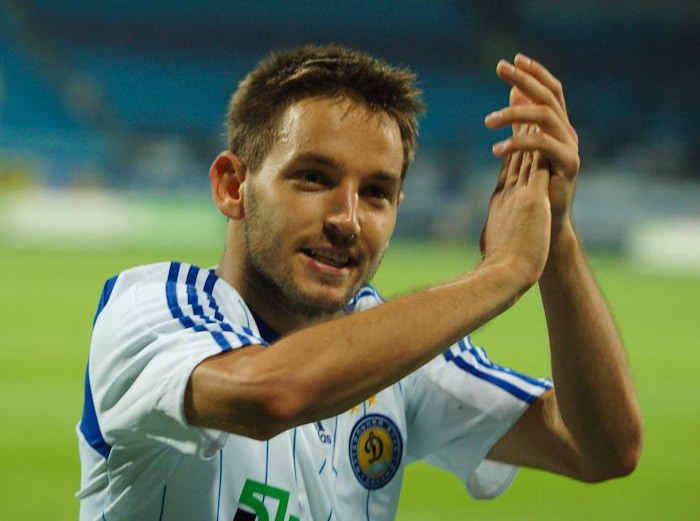
Miloš Ninković empezó en la cantera y jugó 3 temporadas en el primer equipo del Čukarički.

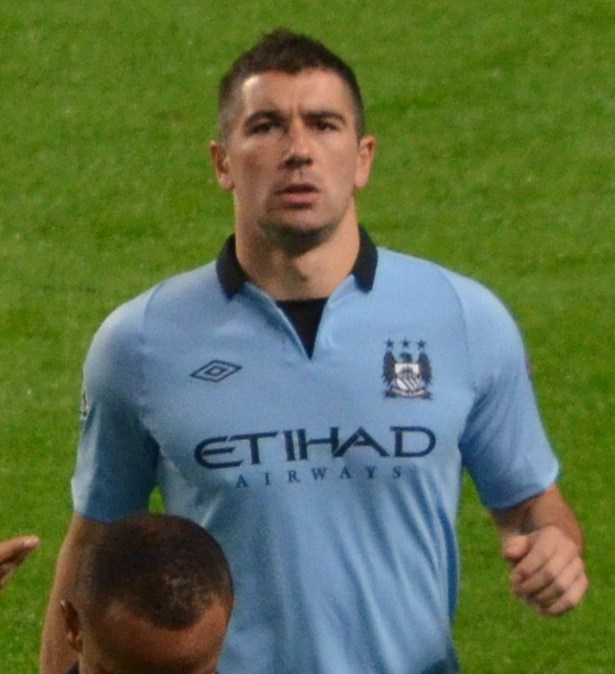
Aleksandar Kolarov jugó en el club entre 2003 y 2006 y es el jugador más famoso que ha estado en el equipo.

El FK Čukarički (en serbio: ФК Чукарички) es un club de fútbol serbio de la ciudad de Belgrado. Fue fundado en 1926 y juega en la Superliga de Serbia. Durante la década de los años 90s fueron conocidos como Čukarički Stankom y es conocido por ser el primer equipo de Serbia en ser privatizado, ya que en el año 2012 el empresario Dragan Obradović en cooperación con el director del equipo Miloš Janković tomó el control del equipo.

## Historia
Fue fundado el 4 de julio de 1926 en una reunión en un restaurante llamado Majdan, en donde el club tomó su nombre oficial ČSK "Čukarički sport klub" y los colores se decidieron que fueran blanco y negro, los cuales continúan siendo los del equipo en la actualidad.

## Estadio
El FK Čukarički juega sus partidos de local en el Stadion na Banovom brdu, también conocido como Stadion Čukarički, el cual fue inaugurado en el año 1969 y tiene una capacidad para 4,070 espectadores, todos sentados.

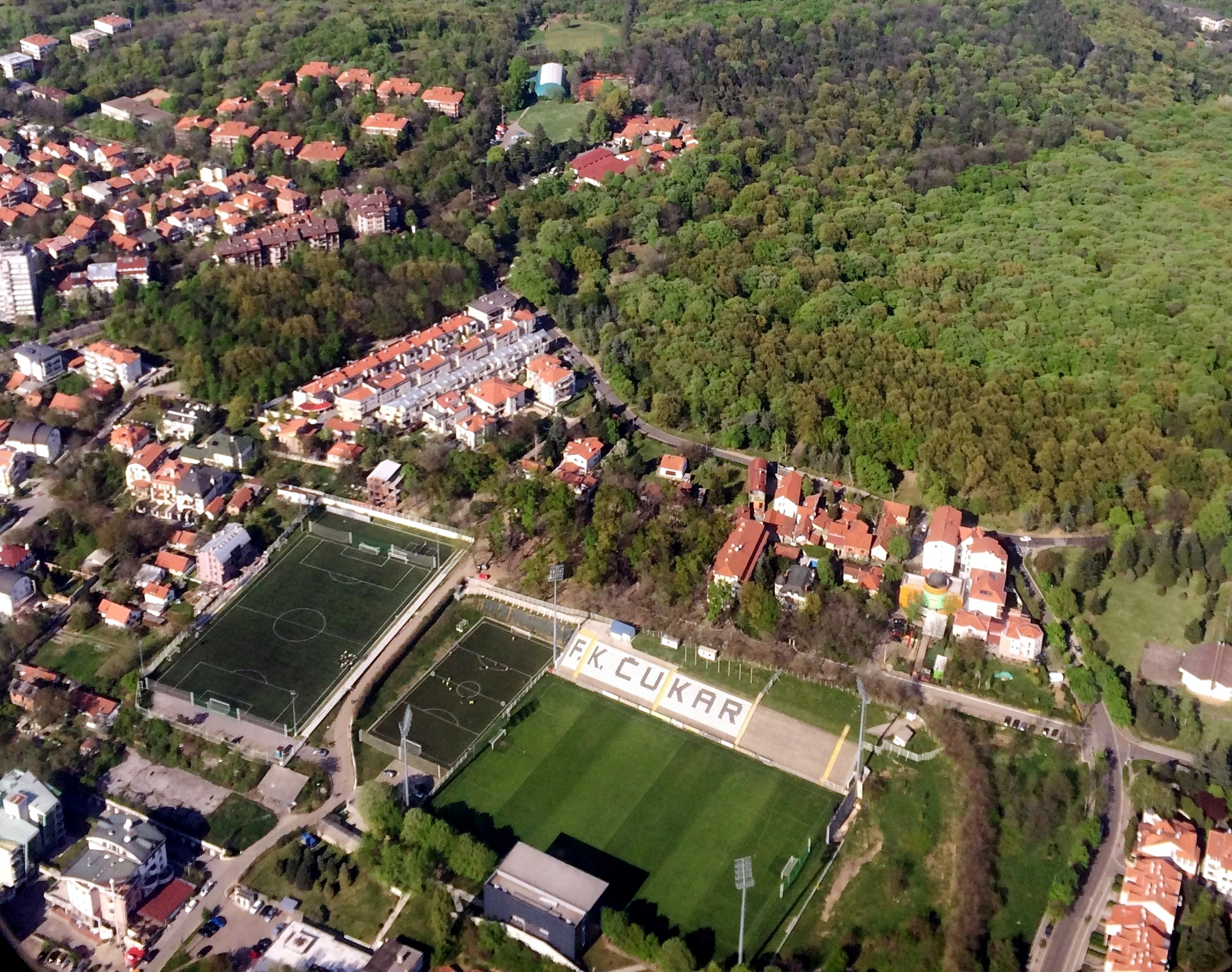
Vista aérea del estadio

## Palmarés
- Copa de Serbia (1):

2014-15

## Participación en competiciones de la UEFA
| Temporada | Torneo                   | Ronda            | Club                  | Casa | Visita | Global   |
| --------- | ------------------------ | ---------------- | --------------------- | ---- | ------ | -------- |
| 1996      | UEFA Intertoto Cup       | Grupo 9          | Spartak Trnava        | n/a  | 0–3    | 5º Lugar |
| 1996      | UEFA Intertoto Cup       | Grupo 9          | FK Daugava            | 1–3  | n/a    | 5º Lugar |
| 1996      | UEFA Intertoto Cup       | Grupo 9          | Karlsruher SC         | n/a  | 0–3    | 5º Lugar |
| 1996      | UEFA Intertoto Cup       | Grupo 9          | Universitatea Craiova | 1–2  | n/a    | 5º Lugar |
| 1997      | UEFA Intertoto Cup       | Grupo 10         | Groningen             | n/a  | 0–1    | 3º Lugar |
| 1997      | UEFA Intertoto Cup       | Grupo 10         | Gloria Bistriţa       | 3–2  | n/a    | 3º Lugar |
| 1997      | UEFA Intertoto Cup       | Grupo 10         | Montpellier           | n/a  | 1–3    | 3º Lugar |
| 1997      | UEFA Intertoto Cup       | Grupo 10         | Spartak Varna         | 3–0  | n/a    | 3º Lugar |
| 2014–15   | UEFA Europa League       | Clasificatoria 1 | Sant Julià            | 4–0  | 0–0    | 4–0      |
| 2014–15   | UEFA Europa League       | Clasificatoria 2 | Grödig                | 0–4  | 2-1    | 2-5      |
| 2015–16   | UEFA Europa League       | Clasificatoria 1 | Domžale               | 0–0  | 1–0    | 1–0      |
| 2015–16   | UEFA Europa League       | Clasificatoria 2 | Gabala                | 1–0  | 0–2    | 1–2      |
| 2016-17   | UEFA Europa League       | Clasificatoria 1 | Ordabasy              | 3–0  | 3-3    | 6-3      |
| 2016-17   | UEFA Europa League       | Clasificatoria 2 | Videoton              | 1–1  | 0–2    | 1–3      |
| 2019-20   | UEFA Europa League       | Clasificatoria 1 | Banants               | 3–0  | 5–0    | 8–0      |
| 2019-20   | UEFA Europa League       | Clasificatoria 2 | Molde                 | 1–3  | 0–0    | 1–3      |
| 2021-22   | Europa Conference League | Clasificatoria 2 | Sumgayit              | 0–0  | 2–0    | 2–0      |
| 2021-22   | Europa Conference League | Clasificatoria 3 | Hammarby              | 3–1  | 1–5    | 4–6      |
| 2022-23   | Europa Conference League | Clasificatoria 2 | Racing Union          | 4-0  | 4-1    | 8-1      |
| 2022-23   | Europa Conference League | Clasificatoria 3 | Twente                | 1-3  | 1-4    | 2-7      |
| 2023-24   | UEFA Europa League       | Play-off         | Olympiakos            | 0-3  | 1-3    | 1-6      |
| 2023-24   | Europa Conference League | Grupo F          | Ferencvaros           | 1-2  | 1-3    | 4º Lugar |
| 2023-24   | Europa Conference League | Grupo F          | Genk                  | 0-2  | 0-2    | 4º Lugar |
| 2023-24   | Europa Conference League | Grupo F          | Fiorentina            | 0-1  | 0-6    | 4º Lugar |

## Jugadores

### Jugadores destacados
| - Admir Aganović - Rudolf Bester - Norman Campbell - Đorđije Ćetković - Petar Divić - Milan Dudić - Goran Gavrančić - Mario Gjurovski - Jovan Gojković - Bojan Isailović - Đorđe Jovanović - Aleksandar Jović - Ivan Kecojević - Aleksandar Kolarov | - Risto Lakić - Kelfala Marah - Albert Nađ - Pavle Ninkov - Miloš Ninković - Mitar Novaković - Eliphas Shivute - Eugene Sseppuya - Perica Stančeski - Ostoja Stjepanović - Nemanja Supić - Nikola Trajković - Milan Vilotić - Milivoje Vitakić |

## Entrenadores
- Dragan Okuka (Jul 1996 – Jun 1997)
- Goran Stevanović (Jul 2001–03)
- Željko Simović (2003)
- Nikola Rakojević (2004–2005)
- Borislav Raduka
- Dragoslav Stepanović (Ago 2007 – Dic 2008)
- Srđan Golović (interino) (Dic 2008 – Dic 2008)
- Dejan Đurđević (Dic 2008 – Jun 2009)
- Miloljub Ostojić (Jul 2009 – Ago 2009)
- Srđan Vasiljević (Ago 2009 – Ene 2010)
- Simo Krunić (Feb 2010 – Ago 2010)
- Aleksandar Jović (Ago 2010 – Nov 2010)
- Dragan Lacmanović (Ene 2011 – Jun 2011)
- Vladimir Romčević (Jul 2011 – Feb 2012)
- Vladan Milojević (Feb 2012 – Oct 2015)
- Zoran Popović (Oct 2015 – Mar 2016)
- Milan Lešnjak (Mar 2016 – Sep 2016)
- Gordan Petrić (Sep 2016 – Dec 2016)
- Nenad Lalatović (Dec 2016 – May 2018)
- Nenad Mirosavljević (May 2018 – Jun 2018)
- Simo Krunić (Jul 2018 – May 2019)
- Aleksandar Veselinović (May 2019 – Sep 2020)
- Dušan Đorđević (Sep 2020 – Ago 2021)
- Saša Ilić (Ago 2021 – Abr 2022)
- Milan Lešnjak (Abr 2022 –May 2022)